# Samut Sakhon (provincie)
Samut Sakhon is een Thaise provincie in het centrale gedeelte van Thailand. In december 2002 had de provincie 442.914 inwoners, waarmee het de 60e provincie qua bevolking in Thailand is. Met een oppervlakte van 872,4 km² is het de 72e provincie qua omvang in Thailand. De provincie ligt op ongeveer 36 kilometer van Bangkok. Samut Sakhon grenst aan de provincies Nakhon Pathom, Bangkok, Samut Prakan, Samut Songkhram en Ratchaburi. Samut Sakhon heeft een kustlijn van ongeveer 38,8 km.

## Provinciale symbolen
|  | Het provinciale zegel van Samut Sakhon toont een Chinese jonk voor de kust met daarachter een rokende schoorsteen. Beide hebben betrekking op de oude traditie en op plaatselijke industrieën. De provinciale boom is de duivelsboom (Alstonia scholaris). |

## Politiek

### Bestuurlijke indeling
De provincie is onderverdeeld in 3 districten (Amphoe), die weer onderverdeeld zijn in 40 gemeenten (tambon) en 288 dorpen (moobaan).
| Amphoe 1. Mueang Samut Sakhon 2. Krathum Baen 3. Ban Phaeo |